# Lotyšská sovětská socialistická republika
Lotyšská sovětská socialistická republika byla svazovou republikou SSSR. Lotyšsko bylo 20. června 1940 obsazeno Sovětským svazem, který z něj 21. července vytvořil svazovou republiku. Ta byla počátkem srpna 1940 oficiálně přijata do SSSR. Lotyšská SSR zanikla 4. května 1990, kdy její Nejvyšší sovět vyhlásil nezávislost na SSSR.

## Hymna Lotyšské SSR a doslovný překlad
| Originál | Český překlad |
| --- | --- |
| Šai zemē visdārgā mēs brīvību guvām, Te paaudžu paaudzēm laimīgam dzimt, Te šalc mūsu jūra, te zied mūsu druvas, Te skan mūsu pilsētas, Rīga te dimd. Padomju Latvija mūžos lai dzīvo, Spoža lai Padomju vainagā mirdz! Mēs cēlāmies, verdzības važas lai rautu, Par gadsimtu cīņām ik vieta vēl teic. Vien biedros ar diženās Krievzemes tautu Mēs kļuvām par spēku, kas pretvaru veic. Padomju Latvija mūžos lai dzīvo, Spoža lai Padomju vainagā mirdz! Pa Ļeņina ceļu uz laimi un slavu Ar Oktobra karogu iesim mūždien. Mēs sargāsim Padomju Tēvzemi savu Līdz pēdējai asiņu lāsei ikviens. Padomju Latvija mūžos lai dzīvo, Spoža lai Padomju vainagā mirdz! Padomju Latvija mūžos lai dzīvo, Spoža lai Padomju vainagā mirdz! | V této zemi jsme získali svobodu za nejdražší cenu, Zde se po generace šťastně rodí, Tady naše moře zamrzá, tady naše hrozny kvetou, Zde jsou naše města, Riga potemnělá. Ať žije sovětské Lotyšsko navždy, Ať sláva září v sovětské koruně! Vstali jsme, abychom zlomili okovy otroctví, Každé místo stále vypráví o bitvách století. Pouze v přátelství s lidmi velkého Ruska Stali jsme se vyrovnávací silou. Ať žije sovětské Lotyšsko navždy, Ať sláva září v sovětské koruně! Na Leninově cestě za štěstím a slávou S říjnovou vlajkou půjdeme navždy. Budeme chránit naši sovětskou vlast Všichni do poslední kapky krve. Ať žije sovětské Lotyšsko navždy, Ať sláva září v sovětské koruně! Ať žije sovětské Lotyšsko navždy, Ať sláva září v sovětské koruně! |